# Березниковский троллейбус
Березниковский троллейбус — система троллейбусного транспорта города Березники (Пермский край). Испрользуется как общественный транспорт наряду с автобусами. С 1 июля 2019 года, после закрытия троллейбусного движения в Перми, — единственный троллейбус в Пермском крае.

## История
6 июня 1956 года — Березниковский исполком принял решение о строительстве троллейбусного депо, тяговой подстанции и троллейбусных линий первой очереди, которое началось в 1957 году.
4 марта 1961 года — начало работу троллейбусное управление, на улицы города вышел первый троллейбус МТБ-82Д. Первая троллейбусная ветка (маршрут № 1) БТМК — к/т АВАНГАРД — БКРУ-1 (8 км), вторая (Маршрут № 2) — БТМК — к/т АВАНГАРД — ул. Ломоносова (4,3 км). Протяжённость контактной сети первых двух маршрутов — 25 км. Электрической энергией обеспечивала тяговая подстанция № 1. Количество троллейбусов — 16 единиц. Производственная база на 25 машин.
Вторая половина 60-х годов — проведена контактная линия по ул. Юбилейная от пр. Ленина до Трансагентства. (неточно).
В 1960-х гг. открыто сообщение по троллейбусному маршруту №8 - пл. Первостроителей - БКПРУ-2, протяженностью 10,35 км. 
В 1970-е гг. в летние выходные дни по этой же линии до 2 пруда начал действовать маршрут №11 (6,4 км), который перевозил березниковцев  за город к излюбленному месту отдыха и многочисленным садовым товариществам, расположенным вдоль маршрута.
8 ноября 1982 года — открытие участка контактной сети от Трансагентства до пл. Торговой.
1986 год — перенос конечной остановки троллейбуса в черте города с остановки "Газеты «Звезда» до площади Юбилейной.
1988 год — построена контактная сеть по ул. Юбилейной через МЖК.
1998 — открыто движение с пл. Торговой до БРУ-1 через ул. Пятилетки.
2000 год — открытие участка контактной сети от пл. Торговой до Околицы.
21 августа 2007 года — Березниковское троллейбусное управление переименовано в МУП «Троллейбусное управление г. Березники».
В настоящее время протяжённость контактной сети составляет 53,95 км, работает 5 тяговых электроподстанций, в парке 30 троллейбусов, ремонтная база рассчитана на 100 машин.

## Организация
Эксплуатацию троллейбусной сети до 1.06.2011 г. осуществляло МУП «Троллейбусное управление», расположенное по адресу: 618400, г. Березники, пр-кт Ленина, 69. С 1.06.2011 г. произошло объединение МУП «Троллейбусное управление» с МУП «АТП-2 г. Березники» расположенным по адресу: 618400,г. Березники, ул. Березниковская, 109. Тел./факс: 26-34-38, 26-32-66. В результате слияния новая организация сохранила название МУП «АТП-2 г. Березники» и получила транспортный парк из 37 троллейбусов и 73 автобусов.

## Маршруты

### Действующие
- - 5   Площадь Юбилейная — Площадь Юбилейная (кольцевой)
  - 6   "Околица" — Автостанция
  - 7   Площадь Юбилейная — Площадь Юбилейная (кольцевой)
  - 9   "Околица" — "Околица" (кольцевой)
  - 14 Площадь Юбилейная - Автостанция

### Отменённые с 15.05.2010
- - К   Площадь Юбилейная — Площадь Юбилейная (кольцевой), переименован в № 5
  - Ко  "Околица" — "Околица" (кольцевой)»
  - 1   "Околица" — площадь Решетова (БПКРУ-1)»
  - 5   Площадь Юбилейная — ОАО БЕРАТОН»
  - 9   "Околица" — ул. Аксакова
  - 9Б  "Околица" — ПАО "АВИСМА" (специальный)
  - 10   "Околица" — ОАО "БЕРАТОН"
  - 14   Площадь Юбилейная — ж/д Вокзал
- б/н  Улица Аксакова — ОАО "БЕРАТОН" (специальный)»
- б/н  Улица Аксакова — ПАО "АВИСМА" (специальный)»

### Закрытые до 2010 г.
- 1   "БТМК" — "БПКРУ-1"(в 1980-е)
- 2   Магазин "Новинка" — пл. Первостроителей — к\т "Авангард" — "БТМК" (в 1980-е)
- 3   Площадь Юбилейная — ОАО "Сода" (в 1990-е)
- 3А  Площадь Торговая — ОАО "Сода“ (в 1990-е)
- 4   "Околица" — Мемориал Победы — Площадь Решетова ("БПКРУ-1")
- 7   Площадь Первостроителей — ОАО "Азот" (в 1967 г.)
- 8   Площадь Первостроителей — "БПКРУ-2" (в 1970-е)
- 11  Площадь Первостроителей — Второй Пруд (в 1970-е)
- 11 "Околица" — ул. Мира — Площадь Решетова ("БПКРУ-1")
- 11А "Околица" — ул. Мира — площадь Решетова ("БПКРУ-1") — Улица Аксакова
- 12   Площадь Юбилейная — "БПКРУ-1"
- 15   Площадь Юбилейная — "Околица"

### Маршруты 1977 года
- 1 "БТМК" — "БКРУ-1". Протяжённость — 8 км.
- 2  Трансагентство — пл. Первостроителей — к/т "Авангард" — "БТМК". Протяжённость — 9,4 км.
- 3  Улица Мира — ЦУМ — к/т „Авангард“ — "Новосодовый завод". Протяжённость — 6,8 км.
- 4  Трансагентство — ЦУМ — ул. Тельмана — "БКРУ-1". Протяжённость — 5 км.
- 5  Улица Мира — ЦУМ — к/т „Авангард“ — "Химзавод". Протяжённость — 7 км.
- 6  Трансагентство — ЦУМ — вокзал ст. "Березники". Протяжённость — 4,9 км.
- 7  Улица Мира — ЦУМ — к/т „Авангард“ — "БТМК". Протяжённость — 9,7 км.
- 8  Улица Ломоносова — "БКРУ-2". Протяжённость — 10,3 км.
- 9  Трансагентство — "БТМК". Протяжённость — 7,5 км.
- 10 Трансагентство — к/т „Мелодия“ — Химзавод». Протяжённость — 4,6 км.
- 11  Улица Ломоносова — Второй пруд (летний, в выходные дни). Протяжённость — 6,3 км.
- 12 Улица Газеты „Звезда“ — ЦУМ — ул. Тельмана — "БКРУ-1". Протяжённость — 5,3 км.

## Подвижной состав
Первыми троллейбусами были МТБ-82, позднее их сменили ЗИУ-5 и ЗИУ-9
В Березниках эксплуатируются троллейбусы следующих моделей:
- Тролза-5265.00 "Мегаполис" - 26 шт. (2010-2013 г.в.)
- Тролза-5265.03 "Мегаполис" - 2 шт. (2017 г.в.)